# Afinní geometrie
Afinní geometrie je typ geometrie, ve které jsou definovány body, vektory a přímky, ale nejsou definovány vzdálenosti, velikosti úhlů ani např. kružnice. Afinní geometrie splňují první, druhý a pátý Eukleidův postulát. Název afinní zavedl Leonhard Euler, jako samostatná disciplína se afinní geometrie chápe od Kleinova Erlangenského programu.
Model pro afinní geometrii je obvykle afinní prostor spolu s množinou afinit. Afinity převádějí přímky na přímky a zachovávají rovnoběžnost a dělicí poměr bodů v přímce. V reálné afinní rovině afinní transformace také zachovávají středy úseček, těžiště trojúhelníků, převádějí elipsy na elipsy, paraboly na paraboly a hyperboly na hyperboly.
Afinní geometrii v rovině je možné zadat také axiomaticky. Důležitou část axiomů tvoří axiomy o existenci rovnoběžek a tvrzení, že paralelnost přímek je relace ekvivalence. 
V lineární algebře se dá afinní prostor zkonstruovat z libovolného vektorového prostoru nad tělesem jako jeho afinní rozšíření. Afinní báze afinního prostoru je pevně zvolený bod {\displaystyle a} (počátek souřadnicové soustavy) a n vektorů {\displaystyle v_{1},v_{2},\ldots ,v_{n}}, které tvoří bázi příslušného vektorového prostoru. Libovolný bod x je pak možné vyjádřit jednoznačně jako {\displaystyle x=a+\sum \alpha _{i}v_{i}}. Koeficienty {\displaystyle \alpha _{i}} se nazývají souřadnice bodu x.
Transformace, které zachovávají afinní strukturu, jsou tzv. afinní transformace. Jsou to všechna zobrazení, které se v pevně zvolených souřadnicích dají popsat
{\displaystyle x\mapsto Ax+b}
kde A je matice a b pevně daný vektor. Jde tedy o složení lineárního zobrazení a posunutí.
Množina všech invertibilních afinních transformací se nazývá afinní grupa. Obsahuje všechna posunutí a regulární lineární zobrazení vektorů.
Afinní geometrii lze dostat z obecnější projektivní geometrie. Jedna nadrovina projektivního prostoru se stane význačnou a afinity jsou pak projektivity zachovávající tuto nadrovinu, tzv. nadrovinu nevlastních bodů (směrů).